# Amancio Landín Carrasco
Amancio Landín Carrasco, nacido en Pontevedra el 3 de noviembre de 1918 y fallecido en Pontevedra el 28 de julio de 2018,fue un historiador y escritor naval gallego.

## Trayectoria
Fue hijo de Prudencio Landín Tobío. Se licenció en Derecho por la Universidad de Santiago de Compostela (1941), donde fue profesor ayudante de Derecho Penal. 
Ingresó al cuerpo jurídico de la Armada (1942) y fue coronel interventor (1966). Fue también becario del Instituto Histórico Naval del Consejo Superior de Investigaciones Científicas (1943-45). Diseñó el Monumento a los navegantes del parque de las Palmeras de Pontevedra.
Se doctoró en Derecho por la Universidad de Madrid en 1974. Fue secretario y vocal del Tribunal de Defensa de la Competencia. Dirigió el diario Litoral (1954-1955) y fue subdirector de la Revista General de Marina.
Fue padre del político Amancio Landín Jaraiz.

## Obras
- Vida y viajes de Pedro Sarmiento de Gamboa, 1945.
- Manual de Derecho Penal y Procedimientos Militares, 1947.
- Estudio criminológico sobre la multireincidencia, 1965.
- España y Galicia en el Estrecho de Magallanes, 1970.
- Tropa de hidalgos y mareantes, 1970.
- Mourelle de la Rúa, exploradora del Pacífico, 1971.
- Islas del Pacífico Español, 1984.
- Miscelánea marina, 1984.
- Galicia y los descubrimientos oceánicos, 1991.
- Noticias de Portomaior, 1995.
- Figuras con mi gente al fondo, 2002.
- Caminar es vivir, 2006.